# Алексеевка (Износковский район)
Алексеевка — деревня в Износковском районе Калужской области России. Административный центр сельского поселения «Деревня Алексеевка»

## География
Расположено у реки Нерошка, на дороге Варшавское шоссе — Кошняки.

## Население
| 2002 | 2010 |
| ---- | ---- |
| 214  | ↘155 |

## История
В 1782-м году под названием деревня Алексеевская входила в Морозовскую волость Медынского уезда.

## Инфраструктура и достопримечательности
- ФАП
- Пилорама
- Братская могила